# Tolnosphingia
Tolnosphingia là một chi bướm đêm thuộc họ Erebidae.